# Гаррі Нілссон
Гаррі Нілссон, справжнє ім'я Гаррі Едвард Нілссон (Harry Edward Nilsson III; 15 червня 1941, Нью-Йорк, США — 15 січня 1994, Агура-Гіллз, Каліфорнія, США) — вокаліст, клавішник, гітарист, композитор, автор текстів, продюсер, лауреат премій «Ґреммі». У більшості своїх альбомів використовував ім'я просто «Нілссон».

## Біографія
Ще підлітком Нілссон переїхав до Лос-Анджелеса, де закінчив школу, а також курси з обслуговування комп'ютерів та отримав посаду контролера у «Security First National Bank». Проте це не заважало йому паралельно розпочати ще й музичну кар'єру, записуючи демоплівки з власними композиціями, які пізніше він презентував різним лос-анджелеським звукозаписувальним фірмам. Запропонованим таким чином творчим матеріалом скористався Філ Спектор, записавши твори «Paradise» та «Here I Sit» з The Ronettes, а також «This Could Be The Night» з The Modern Folk Quartet. Зацікавленість з боку відомого продюсера спонукала артиста записати власні композиції для фірми «Tower» і 1966 року з'явились сингли «You Can't Take Your Love Away From Me» та «Good Times», що вийшли під псевдонімом Nilsson. Наступного року його пісню «Ten Little Indians» записав гурт The Yardbirds, а після того, як Нілссон почув по радіо у виконанні The Monkees свій твір «Cuddly Toy», він залишив роботу в банку і зосередився на музичній кар'єрі.
Уклавши угоду з фірмою «RCA Records», Нілссон записав значний дебютний альбом «Pandemonium Shadow Show». Вибрані для платівки твори не тільки прекрасно представляли трьохоктавний діапазон голосу Нілссона, але й принесли визнання з боку Джона Леннона (серед запропонованих творів було попурі «You Can't Do That» з творів The Beatles), що своєю чергою започаткувало багаторічні приятельські стосунки між двома музикантами.
Тим часом композиції Нілссона продовжували бути популярними й серед інших виконавців. Наприклад, The Turtles записали «The Story Of Rock'n'Roll», Херб Алперт та Blood, Sweat & Tears — «Without Her», a Three Dog Night очолили американський чарт з твором «One». Авторська версія цього твору потрапила до другого альбому Нілссона «Ariel Ballet». Також на цьому лонгплеї можна було почути пісню з репертуару Фреда Ніла «Everybody's Talking», яка, потрапивши до звукової доріжки фільму «Нічний ковбой», принесла артисту перший хіт в американському Тор 10.
До чергового альбому «Harry» ввійшла композиція «The Puppy Song», яка пізніше стала великим хітом у виконанні Дейвіда Кессіді, а лонгплей «Nilsson Sings Newman» пропонував суто композиції Ренді Ньюмена, які Нілссон виконав під власний акомпанемент на фортепіано. Черговою пропозицією артиста була звукова доріжка «The Point» до однойменного анімаційного фільму. За сценарій та музику до цього фільму Нілссон здобув нагороду на фестивалі у Монтро, однак найбільший успіх приніс альбом «Nilsson Schmilsson» та сингл з нього «Without You». Цей твір з репертуару гурту Badfinger у емоційному виконанні Нілссона очолив британський та американський чарти і розійшовся тиражем понад мільйон примірників. Також 1972 року пісня принесла Нілссону нагороду «Греммі» як найкращому поп-рок-вокалісту.
Зробивши витриманий у стилі попереднього лонгплей «Son & Schmilsson», незвичний артист несподівано вразив всіх, записавши лонгплей «A Little Touch Of Schmilsson In The Night» з чаруючими інструментованими стандартами, серед яких були, наприклад, «Makin' Whoopee» та «As Time Goes By».
Продюсований 1974 року Джонном Ленноном альбом «Pussy Cats» багато почерпнув з поп-класики та пропонував, наприклад, такі твори, як «Homesick Blues», «Save The Last Dance For Me» та «Rock Around The Clock». Під час роботи над звуковою доріжкою «Son Of Dracula» Нілссону допомагав Рінго Старр, однак черговим пропозиціям співака бракувало чітко окресленого музичного направлення, хоча навесні 1976 року на сцені лондонського «Mermaid Theatre» адаптація «The Point» здобула великий успіх. Також у цей період Нілссон поновив співпрацю з двома колишніми учасниками The Monkees Дейві Джонсом та Мікі Долензом.
У 1980-х роках Нілссон відійшов від музики, присвятивши себе головним чином дистрибуції фільмів, що знімалися у каліфорнійській «Studio City». Проте 1988 року фірма «RCA» видала альбом «A Touch More Schmilsson In The Night», що як і альбом 1973 року пропонував ліричні інтерпретації популярних композицій, серед яких були, наприклад, два вже класичних твори Харберга «It's Only Paper Moon» та «Over The Rainbow».
На жаль, 15 січня 1994 року Нілссон помер у власному домі внаслідок хвороби серця, а наступного року гурт відомих виконавців записав альбом-посвяту з власними версіями найпопулярніших його творів.

## Дискографія
- 1967: Pandemonium Shadow Show
- 1968: Aerial Ballet
- 1968: Skidoo
- 1969: Spotlight
- 1969: Harry
- 1970: Early Years
- 1970: Nilsson Sings Newman
- 1971: Ariel Pandemonium Ballet
- 1971: The Point
- 1971: Nilsson Schmilsson
- 1972: Son Of Schmilsson
- 1973: A Little Touch Of Schmilsson In The Night
- 1974: Son Of Dracula
- 1974: Pussy Cats
- 1975: Duit On Mon Dei
- 1976: Sandman
- 1976: That's The Way It Is
- 1977: Knnillssonn
- 1977: Early Tymes
- 1978: The World's Greatest Lover
- 1978: Nilsson's Greatest Music
- 1978: Greatest Hits
- 1979: Night After Night
- 1979: Harry & …
- 1980: Flash Harry
- 1980: Popeye
- 1983: Private School
- 1988: A Touch More Schmilsson In The Night
- 1988: Diamond Series — Nilsson
- 1990: Without Her — Without You
- 1993: All The Best
- 1995: Personal Best — The Harry Nilsson Anthology
- 1995: Nilsson'62 — The Debut Sessions
- 2019: Losst And Founnd